# النزلة الوسطى
النزلة الوسطى  قرية من قرى فلسطين الضفة الغربية وتتبع محافظة طولكرم، ومن القرى التي وقعت في حرب 1967بين إسرائيل والعرب.

## الموقع
قرية تقع إلى الشمال وعلى بعد 17 كيلو من مدينة طولكرم. احتلت عام1967، حيث تقع بين قريتي النزلة الشرقية والنزلة الغربية، وتقع شرق قرية باقة الشرقية. معظم سكانها من عائلة كتاني أو «كتانه» وعائلة (أبو الرب)، وهم(عائلة أبو الرب) تنتمي لبلدة قباطية، حيث استقروا بالبلده وأصبحوا من أهلها، ويشكلون ما يقارب 50% من سكانها، البلدة البالغ تعداد سكانها ما يقارب 1000 نسمه. في القرية مستوصف حكومي ومدرسة ابتدائية مختلطة، تم تشييدها في عهد السلطة الفلسطينية. معظم سكانها يعيشون في المهجر، أما الباقون فيعتمدون على الزراعة.
قامت إسرائيل بتجريف مساحة كبيرة من اراضي البلدة بسبب بناء جدار الفصل العنصري، مما أدى إلى إتلاف الاف من أشجار الزيتون الخاصة بأهالي البلدة. لاحقًا، تم تعديل مسار الجدار وإعادة الأراضي إلى أصحابها، ولكنها كانت مدمرة ودون أي تعويض.

## تاريخها

### الحقبة العثمانية
تم العثور في هذه المنطقة على بقايا فخارية تعود إلى العهد العثماني. في عام 1882، وصف مسح صندوق استكشاف فلسطين (PEF) لجزء من فلسطين الغربية قرية نزلة الوسطى بأنها قرية أصغر من نزلة التينات، تقع على نتوءٍ صخري وتحيط بها بعض الأشجار.

### فترة الانتداب البريطاني
وفقًا للإحصاءات الرسمية لعام 1945، بلغ عدد سكان نزلة الوسطى 60 مسلمًا، وبلغت مساحة أراضيها 1,609 دونمات، بحسب مسح رسمي للأراضي والسكان. من هذه الأراضي، كان 264 دونمًا مخصصة للبساتين والأراضي القابلة للري، بينما استخدمت 428 دونمًا لزراعة الحبوب، في حين لم تتجاوز مساحة الأراضي المبنية (المناطق الحضرية) 2 دونم فقط.

### الحقبة الأردنية
في أعقاب حرب 1948 العربية الإسرائيلية، وبعد اتفاقيات الهدنة لعام 1949، أصبحت نزلة الوسطى تحت الحكم الأردني، وجرى ضمها رسميًا إلى الأردن عام 1950. وفي عام 1961، بلغ عدد سكان نزلة الوسطى 128 نسمة.

### ما بعد عام 1967
منذ حرب الأيام الستة عام 1967، تخضع نزلة الوسطى للاحتلال الإسرائيلي.
ووفقًا لـ الجهاز المركزي للإحصاء الفلسطيني، بلغ عدد سكان نزلة الوسطى حوالي 437 نسمة في عام 2017. كما أن 38.7% من سكانها كانوا لاجئين وفقًا لإحصاءات عام 1997. أما المرافق الصحية الخاصة بالقرية، فهي موجودة في نزلة الشرقية، حيث تصنف تلك المرافق ضمن المستوى 2 وفق تصنيف وزارة الصحة الفلسطينية.